# The First the Last Eternity (Till the End)
The First the Last Eternity (Till the End) is een nummer van de Duitse eurodancegroep Snap! uit 1995. Het is de tweede single van hun derde en laatste studioalbum Welcome to Tomorrow.
"The First the Last Eternity" was de laatste grote internationale hit voor Snap. Het nummer bereikte de 7e positie in thuisland Duitsland. In zowel de Nederlandse Top 40 als de Vlaamse Ultratop 50 bereikte het de 2e positie.